# Кеджин (Радомський повіт)
Кеджин (пол. Kiedrzyn) — село в Польщі, у гміні Гузд Радомського повіту Мазовецького воєводства.
Населення — 459 осіб (2011).
У 1975-1998 роках село належало до Радомського воєводства.

## Демографія
Демографічна структура станом на 31 березня 2011 року:
|          | Загалом | Допрацездатний вік | Працездатний вік | Постпрацездатний вік |
| -------- | ------- | ------------------ | ---------------- | -------------------- |
| Чоловіки | 228     | 62                 | 154              | 12                   |
| Жінки    | 231     | 61                 | 134              | 36                   |
| Разом    | 459     | 123                | 288              | 48                   |